# 薔薇捲管螺
薔薇捲管螺（学名：Lienardia roseotincta）为捲管螺科細切嘴螺屬下的一个种。